# Cyananthus cordifolius
Cyananthus cordifolius är en klockväxtart som beskrevs av John Firminger Duthie. Cyananthus cordifolius ingår i släktet Cyananthus, och familjen klockväxter. Inga underarter finns listade i Catalogue of Life.